# Viktor Abel
Viktor Abel, auch als Victor Abel geführt, (geboren am 2. Dezember 1892 in Kiew, Russisches Kaiserreich, heute Ukraine; gestorben zum Jahresende 1941 im Ghetto Litzmannstadt, heutiges Polen) war ein deutscher Filmfachmann, Dramaturg und Drehbuchautor beim Stummfilm.

## Leben und Wirken
Der aus der heutigen Ukraine stammende Abel war schon in jungen Jahren nach Deutschland gekommen und hatte in Berlin die dortige Filmbranche von der Pike auf kennengelernt. Ab 1922 begann Abel Drehbücher zu schreiben. In seinen frühen Jahren verfasste er in Zusammenarbeit mit Alfred Zeisler und Harry Piel mehrere Manuskripte zu Piels Actiongeschichten, später befasste er sich, als Autor aber gelegentlich auch als Regisseur, an Zeislers Seite mit Dokumentarstoffen wie beispielsweise Hinter den Kulissen der Reichspost. 1926 kehrte Abel zum Spielfilm zurück und schrieb, oftmals in Zusammenarbeit mit anderen Autoren, eine Anzahl von Manuskripten zu den unterschiedlichsten Genreproduktionen. Zwischenzeitlich stieg Viktor Abel in der Endphase der Weimarer Republik zum Chefdramaturgen der UFA auf. Mit Anbruch des Tonfilmzeitalters wechselte Viktor Abel innerhalb der Branche das Metier und befasste sich nunmehr mit der deutschen Synchronisation fremdsprachiger Filme unter Einsatz eines sogenannten „Rhythmonoms“.
Noch nach dem Machtantritt der Nationalsozialisten 1933 wurde der jüdische Filmfachmann von seinem Arbeitgeber UFA mit der Führung einer Arbeitsgemeinschaft junger Autoren beauftragt. Kurz darauf verlor Abel seine Arbeitsstelle und verließ Deutschland in Richtung Wien. Hier hörte man in den folgenden fünf Jahren nur noch einmal etwas von ihm, als er 1937 den Drehbuch-Ratgeber Wie schreibt man einen Film? publizierte. Kurz vor der Annexion Österreichs durch Hitler-Deutschland im März 1938 soll Abel vorgeschlagen haben, einen mahnenden Dokumentarfilm unter dem Titel Okkupation Österreichs, Hitler und der Krieg zu drehen. Nach dem Anschluss floh Abel offenbar in die noch unbesetzte Tschechoslowakei. Sein Versuch, von dort noch 1940 nach Schanghai auszuwandern, scheiterte. In Prag verhafteten deutsche Stellen den jüdischen Emigranten und deportierten ihn am 21. Oktober 1941 mit dem Transport B, Zug Da 7, nach Lodz in das Ghetto Litzmannstadt. Dort kam Viktor Abel wohl noch im selben Jahr unter bislang ungeklärten Umständen ums Leben.

## Filmografie
als Drehbuchautor, wenn nicht anders angegeben:
- 1922: Das schwarze Kuvert
- 1923: Rivalen
- 1923: Der letzte Kampf
- 1924: Die große Liebe einer kleinen Tänzerin
- 1925: Hinter den Kulissen der Reichspost
- 1925: Hänsel und Gretel (Co-Regie)
- 1926: Der Sieg der Jugend
- 1927: Männer vor der Ehe
- 1928: Das Spreewaldmädel
- 1928: Vom Täter fehlt jede Spur
- 1929: Fräulein Lausbub
- 1929: Der Bund der Drei
- 1929: Die Schmugglerbraut von Mallorca
- 1929: Aufruhr im Junggesellenheim
- 1929: Die Flucht vor der Liebe
- 1929: Kehre zurück! Alles vergeben!